# Opera di Firenze

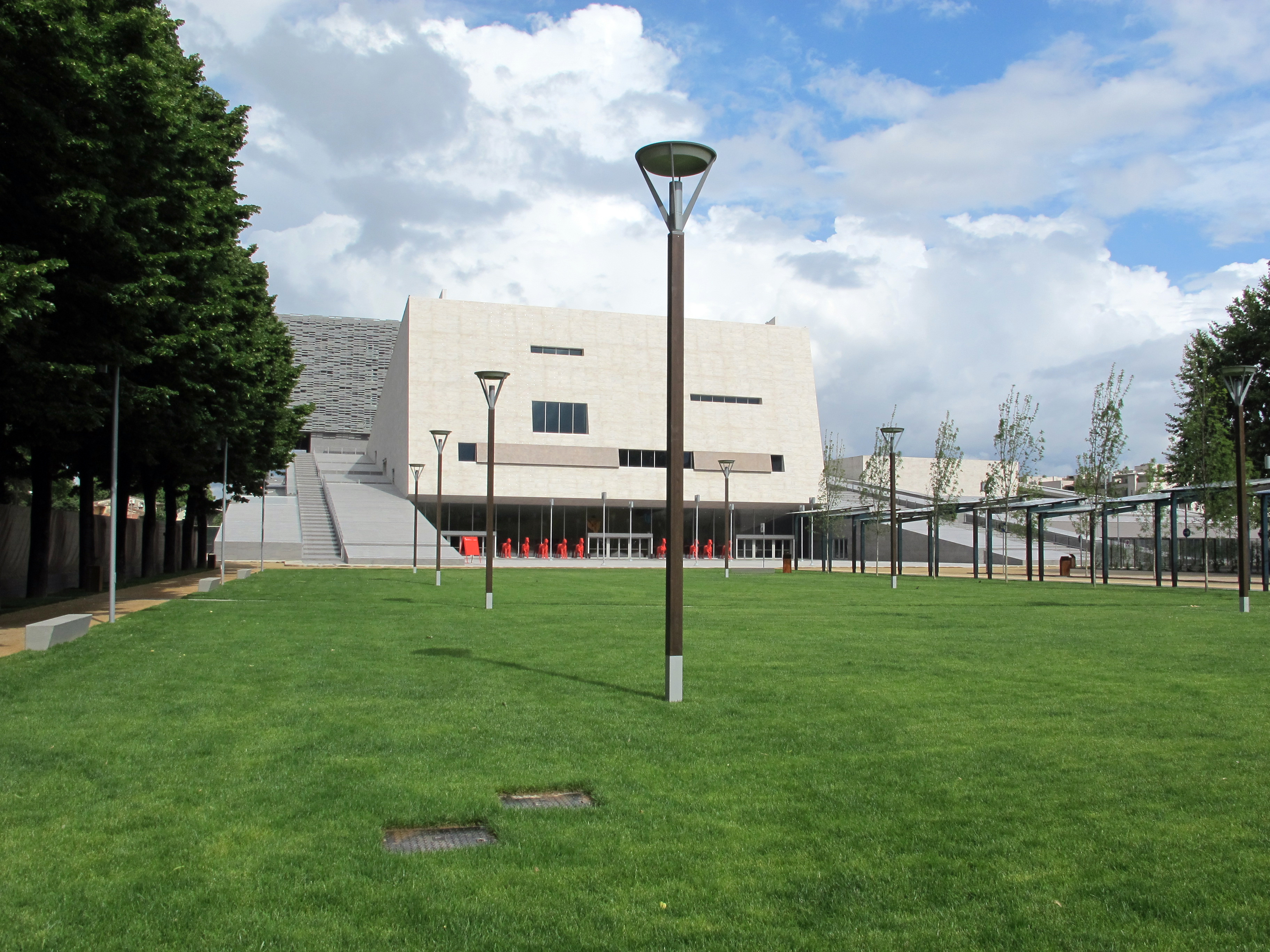
Opera di Firenze (2014)

Die Opera di Firenze (auch Teatro del Maggio Musicale Fiorentino) ist ein 2014 eröffnetes Opernhaus der toskanischen Hauptstadt Florenz. Es wird für Opern-, Konzert- und Ballettaufführungen genutzt und ist Sitz des Opernfestivals Maggio Musicale Fiorentino.

## Lage

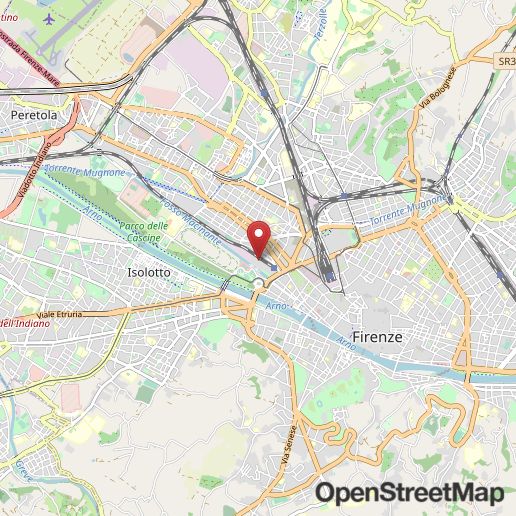
Lage in Florenz

Die Oper ist in den Parco della musica e della cultura eingebunden und befindet sich an der Piazza Vittorio Gui am Florentiner Stadtpark Parco delle Cascine. In unmittelbarer Nähe befindet sich die Stazione di Firenze Porta al Prato, die an die italienische Staatseisenbahn angeschlossen ist. Außerdem verkehren hier Bus und Straßenbahn der Stadt Florenz.

## Geschichte
Der Opernneubau fiel in die Amtszeit des damaligen Bürgermeisters Matteo Renzi (2009–2014). Das römische Architekturbüro ABDR Architetti Associati (mit Paolo Desideri) plante das futuristisch anmutende Projekt. Mit dem auf Akustik spezialisierten Ingenieurbüro Müller-BBM war auch eine deutsche Spezialfirma an den Arbeiten beteiligt. Die gesamten Baukosten, die durch die Stadt Florenz, die Region Toskana und den italienischen Staat getragen wurden, belaufen sich auf über 150 Millionen Euro, was die anfänglichen Planungen deutlich überstieg.
Am 21. Dezember 2011 wurde der Kulturkomplex vorläufig im Rahmen der Feierlichkeiten zum 150-jährigen Jubiläum der Einheit Italiens mit Beethovens 9. Sinfonie unter der Leitung von Zubin Mehta eingeweiht. Ab 2012 stand der Opernsaal für konzertante Aufführungen zur Verfügung. Währenddessen wurde der Orchestergraben und die Bühnentechnik fertiggestellt. Am 10. Mai 2014 erfolgte mit einer Gala, erneut unter der Leitung von Zubin Mehta, die feierliche Eröffnung des Hauses. Unter anderem war der italienische Staatspräsident Giorgio Napolitano zu Gast. Mit der Spielzeit 2014/15 nahm das Opernhaus seinen laufenden Betrieb auf. Als erste Inszenierung wurde Ermanno Wolf-Ferraris Il campiello ausgewählt.
Seit der Schließung 2014 des Teatro Comunale di Firenze ist das Opernhaus eine Spielstätte des Orchesters und des Chors sowie Sitz des jährlich im Frühling stattfindenden Opernfestivals Maggio Musicale Fiorentino. Im Jahr 2018 übernahm der italienische Dirigent Fabio Luisi von Zubin Mehta das Amt des Musikdirektors der Opera di Firenze und des Maggio Musicale Fiorentino.
Im Juli 2019 kündigte Luisi seinen Rücktritt in einem Brief an Bürgermeister Dario Nardella und Geschäftsführer Cristiano Chiarot an. Ende August 2019 wurde bekannt, dass Alexander Pereira als Nachfolger von Cristiano Chiarot Intendant werden soll. Sein bis Juni 2021 dauernder Vertrag mit dem Teatro alla Scala Mailand wurde vorzeitig aufgelöst, und er trat das Amt am 15. Dezember 2019 an. Der bisherige Chefdirigent Zubin Mehta wurde zum Ehrendirigenten der Oper auf Lebenszeit ernannt, Daniele Gatti zum Chefdirigenten vom 1. März 2022 bis zum 31. Dezember 2024.
Die Oper wurde am 15. Oktober 2020 wegen der COVID-19-Pandemie geschlossen und am 26. April 2021 mit dem Eröffnungs-Sinfoniekonzert des 83. Festivals unter Daniele Gatti wiedereröffnet. Das Orchester der Oper trat 2021 auch wieder im Ausland auf mit Konzerten in Grafenegg und Budapest (unter Lorenzo Viotti), an den Salzburger Pfingstfestspielen, in Athen, am 10. Oktober 2021 an der Expo 2020 in Dubai und Ende Oktober/Anfang November 2021 anlässlich einer Europatournee (in Hamburg, Linz, Wien, Luxemburg und Dortmund, unter Zubin Mehta).

## Räumlichkeiten
Insgesamt bietet die Oper Platz für ca. 5000 Gäste. Davon entfallen ca. 1800 Plätze auf den Opernsaal und ca. 1000 Plätze auf den (noch nicht fertiggestellten) kleinen Saal, außerdem können ca. 2000 Zuschauer auf der Freiluftbühne, dem „Cavea“, auf dem Dach über dem großen Saal untergebracht werden.

## Auszeichnungen
Im Jahr 2014 wurde die Opera di Firenze als bester Opernneubau Italiens der letzten fünf Jahre mit dem Premi Nazionali di Architettura ausgezeichnet.